# Frisör

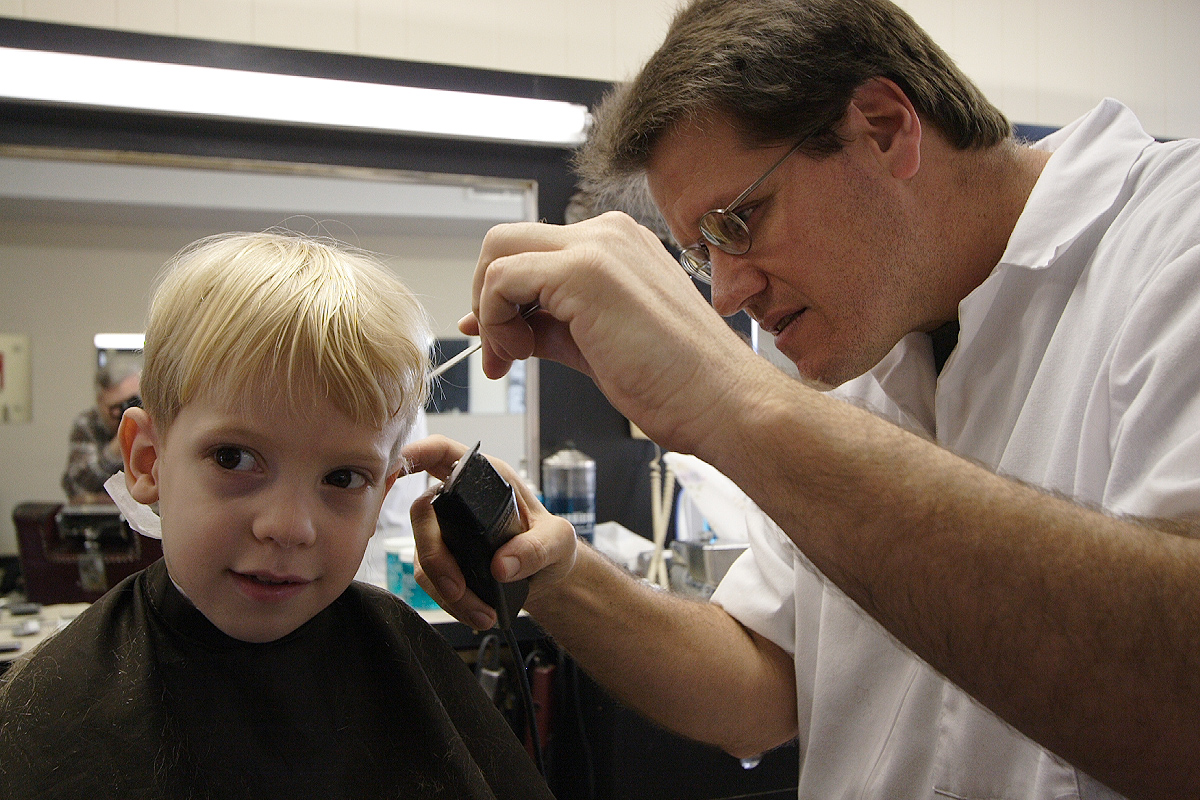
Frisör klipper pojke.

Frisör är ett yrke där utövaren klipper, behandlar och vårdar kundernas hår. Beroende på kundens könstillhörighet indelas yrket i damfrisör och herrfrisör. En kvinnlig utövare av yrket kan även kallas frisörska (vardagligt frissa). Herrfrisörer som ägnar sig åt rakning och skäggvård kallas även barberare, vilket också är en äldre generell benämning på frisörer.
En frisör arbetar vanligen på en frisersalong. Många frisörer är egenföretagare och det är vanligt förekommande att de hyr en plats (stol) i en större frisersalong. Frisörer använder ofta förkläde i sin yrkesutövning. Anledningen är bland annat att minska kontakten med olika kemikalier och kundernas hår.
I Sverige är det bland annat möjligt att utbilda sig till frisör vid gymnasieskolans Hantverksprogram. Det finns även många privata utbildningsalternativ.

## Historik

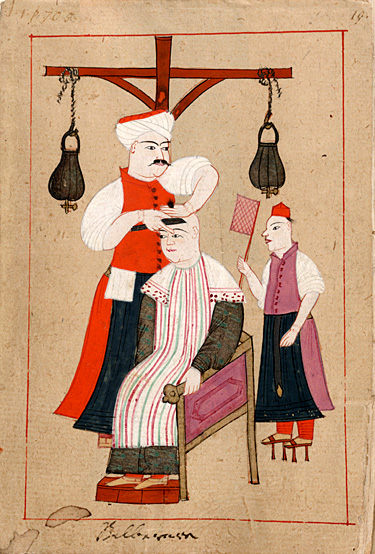
Osmansk barberare 1657; från Claes Rålambs turkiska dräktbok.

Att klippa och frisera hår var historiskt länge en informell sysselsättning. Fattiga personer klippte familjemedlemmars hår, och rika personer  friserades av sina slavar eller tjänare. Under Romerska riket omtalas att vissa slavar, som tidigare hade fått lära sig att frisera hår och uppnått viss skicklighet, kunde livnära sig som professionella frisörer eller skönhetsexperter efter sin frigivning. Under medeltiden sköttes en enkel form av frisering och klippning av barberare. 

### 1600-talet: frisöryrkets profesisonalisering
Det moderna yrket frisör utvecklades under 1600-talet. Under 1600-talet, när frisyrerna blev ett fokus bland överklassen i det franska modet, utvecklades yrket med profesionella frisörer i Paris, där Monsieur Champagne omtalas som den första om vilken yrkesbeteckningen frisör användes, på 1660-talet.
Ursprungligen var herrfrisörerna barberare och hade som uppdrag att, inom sitt skrå, i städerna sköta männens hår och skägg, samt att i någon mån bidra till männens hygien genom badarverksamhet. Då barberarna hade skarpa instrument som rakknivar fick de också behandla sår och skador där kniven behövdes för läkning. Barberarna medföljde styrkorna under krig samt bistod officerare och soldater med fältsjukvård. En sådan barberare, även kallad bardskär eller bardskärare, assisterade som fältskär och utförde då ingrepp som att öppna bölder, amputera lemmar samt förlösa kvinnor som följt männen i strid och inte kunde klara födandet själva. 
Kvinnors hår var under medeltiden gömt under hustrudok i Europa och det fanns därför inget behov av frisörer. Under 1600-talet började kvinnor i överklassen att bära sitt hår bart inomhus och intresset för frisyrer för kvinnor utvecklades. Länge friserades kvinnors hår dock informellt eller av hennes kammarjungfru, inte av en professionell frisör. 
Hustrur till perukmakare och barberare brukade allt oftare tillkallas för att förbereda kvinnors hår vid särskilt högtidliga tillfällen, och i slutet av 1600-talet omtalas Madame Martin som den kanske första professionella hårfrisörskan i Paris. 
Under 1700-talet utgav Legros de Rumigny en bok om frisörkonsten och öppnade en frisörskola, och Léonard Autié och Jean Joseph Beaulard omtalas som de första berömda frisörerna, under en period när de avancerade pouf-frisyrerna var populära. I Sverige omtalas under samma tidsperiod under 1700- och 1800-talet hur vissa kvinnliga modehandlare och sömmerskor också anlitades för viss skönhetsvård som till exempel frisering, som till exempel Marie Catharina Malm.  
I Sverige ledde de stora dödstalen i Finska kriget mot Ryssland 1808-1809 till ett beslut om att ge barberarna bättre utbildning av medicinskt skolade akademiker vid universiteten. Karolinska institutet grundades och Collegium chirurgicum bildades. Efter visst motstånd fick de nyutbildade kirurgerna titulera sig läkare, efter dispyter med de akademiska medicinska läkarna, som också hade skråliknande avtal med kungen om sin verksamhet. 

### 1900-talet: Frisörsalongens uppkomst
Under 1900-talet gjorde utvecklingen av rakblad och rakapparater att efterfrågan på barberartjänsterna minskade. Yrket som frisör blev gradvis mer populärt under 1800- och 1900-talen, när allt fler personer fick råd att anlita professionell hjälp. Länge kom frisörerna hem till sina kunder, men så småningom öppnades frisersalonger. Skönhetssalonger blev populära i början av 1900-talet, med Martha Matilda Harper som en pionjär under 1890-talet, och frisersalongerna utvecklades ur dessa och populariserades gradvis för alla samhällsklasser.